# Красная Слободка (Гомельская область)
Красная Слободка (бел. Чырвоная Слабодка) (до 1925 года Адверница) — деревня в Озаричском сельсовете Калинковичского района Гомельской области Белоруссии.

## География

### Расположение
В 41 км на север от Калинкович, 15 км от железнодорожной станции Холодники (на линии Жлобин — Калинковичи), 156 км от Гомеля.

### Гидрография
На востоке мелиоративные каналы и река Ипа (приток реки Припять).

## Транспортная сеть
Транспортные связи по просёлочной, затем автомобильной дороге Калинковичи — Бобруйск. Планировка состоит из прямолинейной улицы, ориентированной с юго-запада на северо-восток и застроенной двусторонне, деревянными крестьянскими усадьбами. Для переселенцев из Чернобыльской зоны в 1986 году построены кирпичные дома на 60 семей.

## История
Основана в начале XX века переселенцами из соседних деревень. В 1931 году жители вступили в колхоз. Во время Великой Отечественной войны 18 жителей погибли на фронте. Согласно переписи 1959 года в составе совхоза «Озаричи» (центр — деревня Озаричи)). Располагалась средняя школа.

## Население
- 1959 год — 128 жителей (согласно переписи).
- 2004 год — 84 хозяйства, 240 жителей.